# Kritisk framgångsfaktor
Kritisk framgångsfaktor är en faktor som måste bli uppfylld för att till exempel ett projekt skall lyckas. Att dela upp kraven på de kritiska och övriga ger bättre beslutsunderlag och tydligare målstyrning. Vid behov att prioritera väljer man alltid det alternativet som gagnar de kritiska framgångsfaktorerna.
Till exempel, om man skall introducera ett nytt lönesystem i ett företag, kan de kritiska framgångsfaktorerna vara att lönesystemet:
- kan bearbeta tidrapporter automatiskt
- klarar av att hantera uträkning av lön och avdrag för alla fast anställda (som är 95%)
- kan hålla reda på indragen skatt
- kan redovisa totala lönekostnaden till ledningen

medan andra faktorer som till exempel:
- möjligheten för den anställde via intranätet får se de senaste månadernas lönespecifikation
- automatisk uträkning av lön för de få tillfälligt anställda (som är 5%)

är mindre viktiga för framgången.